# Осеч-Малий
Осеч-Малий (пол. Osiecz Mały) — село в Польщі, у гміні Бонево Влоцлавського повіту Куявсько-Поморського воєводства.
Населення — 162 особи (2011).
У 1975-1998 роках село належало до Влоцлавського воєводства.

## Демографія
Демографічна структура станом на 31 березня 2011 року:
|          | Загалом | Допрацездатний вік | Працездатний вік | Постпрацездатний вік |
| -------- | ------- | ------------------ | ---------------- | -------------------- |
| Чоловіки | 74      | 17                 | 54               | 3                    |
| Жінки    | 88      | 25                 | 52               | 11                   |
| Разом    | 162     | 42                 | 106              | 14                   |